# The Human Demands
The Human Demands è il quinto album in studio della cantautrice britannica Amy Macdonald, pubblicato il 30 ottobre 2020.

## Tracce
1. Fire – 4:15 (Amy Macdonald, Matt Jones)
2. Statues – 3:46 (Amy Macdonald, Tom Kirkpatrick)
3. Crazy Shade of Blue – 4:13 (Amy Macdonald, Matt Jones)
4. The Hudson – 4:59 (Amy Macdonald, Matt Jones)
5. The Human Demands – 3:53 (Amy Macdonald, Matt Jones)
6. We Could Be So Much More – 3:57 (Amy Macdonald, Matt Jones)
7. Young Fire, Old Flame – 3:43 (Amy Macdonald, Jimmy Sims)
8. Bridges – 3:59 (Amy Macdonald, Matt Jones)
9. Strong Again – 4:08 (Amy Macdonald, Tom Kirkpatrick)
10. Something Is Nothing – 3:39 (Amy Macdonald, Gordon Turner)

## Classifiche

### Classifiche settimanali
| Classifica (2020) | Posizione massima |
| ----------------- | ----------------- |
| Austria           | 7                 |
| Belgio (Fiandre)  | 44                |
| Belgio (Vallonia) | 47                |
| Germania          | 4                 |
| Paesi Bassi       | 42                |
| Regno Unito       | 10                |
| Svizzera          | 2                 |

### Classifiche di fine anno
| Classifica (2020) | Posizione |
| ----------------- | --------- |
| Svizzera          | 58        |